# 1968 à Terre-Neuve-et-Labrador
Chronologie de Terre-Neuve-et-Labrador
- 1964
- 1965
- 1966
- 1967
- 1968
- 1969
- 1970
- 1971
- 1972

Cette page concerne des événements d'actualité survenus en 1968 dans la province canadienne de Terre-Neuve-et-Labrador.

## Politique
- Premier ministre : Joseph Smallwood
- Chef de l'Opposition :
- Lieutenant-gouverneur :
- Législature :

## Événements
- 20 744 000 habitants au Canada, dont 507 000 pour Terre-Neuve.